# World Series of Poker 2018
Le World Series of Poker 2018 sono state la 49ª edizione della manifestazione. Si sono svolte dal 30 maggio al 17 luglio presso il casinò Rio All Suite Hotel and Casino di Las Vegas; il tavolo finale del Main Event, con nove giocatori, è stato vinto dallo statunitense John Cynn.

## Risultati

### Main Event

#### Tavolo finale
La situazione prima dell'inizio del tavolo finale del Main Event
| Nome           | Chips               | Braccialetti | ITM WSOP | Guadagni WSOP |
| -------------- | ------------------- | ------------ | -------- | ------------- |
| Nicolas Manion | 112.775.000 (28.6%) | 0            | 0        | 0             |
| Michael Dyer   | 109.175.000 (27.7%) | 0            | 3        | $71.515       |
| Tony Miles     | 42.750.000 (10.9%)  | 0            | 2        | $6.396        |
| John Cynn      | 37.075.000 (9.4%)   | 0            | 12       | $713.071      |
| Alex Lynskey   | 25.925.000 (6.6%)   | 0            | 13       | $553.429      |
| Joe Cada       | 23.675.000 (6.0%)   | 3            | 33       | $10.340.058   |
| Aram Zobian    | 18.875.000 (4.8%)   | 0            | 3        | $9.735        |
| Artem Metalidi | 15.475.000 (3.9%)   | 0            | 25       | $728.254      |
| Antoine Labat  | 8.050.000 (2.0%)    | 0            | 2        | $6.857        |

#### Risultati
| Piazzamento | Nome           | Premio     |
| ----------- | -------------- | ---------- |
| 1º          | John Cynn      | $8.800.000 |
| 2º          | Tony Miles     | $5.000.000 |
| 3º          | Michael Dyer   | $3.750.000 |
| 4º          | Nicolas Manion | $2.825.000 |
| 5º          | Joe Cada       | $2.150.000 |
| 6º          | Aram Zobian    | $1.800.000 |
| 7º          | Alex Lynskey   | $1.500.000 |
| 8º          | Artem Metalidi | $1.250.000 |
| 9º          | Antoine Labat  | $1.000.000 |